# Tsubasa Chronicle (Nintendo DS)
Tsubasa Chronicle is een computerrollenspel (RPG) voor de Nintendo DS, ontwikkeld door Cavia. Het spel is gebaseerd op de animeserie Tsubasa Chronicle. Het is alleen uitgebracht in Japan.

## Gameplay
In het spel speelt men als Sakura en Syaoran, en kan de speler reizen door verschillende werelden om de herinneringen van Sakura terug te vinden. Het bovenste scherm wordt gebruikt om de gesprekken te tonen, het onderste scherm wordt gebruikt om andere locaties te selecteren. De gevechten zijn beurtelings (turnbased) en er wordt gebruikgemaakt van kaarten. Op die kaarten staan de drie keuzes uit Steen, papier, schaar. Als de speler de winnende kaart trekt, dan gaan er punten af van de tegenstander zijn gezondheid. Soms komt er een speciale kaart die het toelaat om een speciale techniek toe te passen of om de eigen gezondheid aan te vullen.